# Красні Ворота (станція метро)
55°46′07″ пн. ш. 37°39′00″ сх. д. / 55.76861° пн. ш. 37.65000° сх. д.
«Кра́сні Воро́та» (рос. Красные Ворота) — станція Сокольницької лінії Московського метрополітену. Відкрита 15 травня 1935.
Розташована між станціями «Комсомольська» і «Чисті пруди», на території Красносільського району Центрального адміністративного округу Москви

## Історія
Станція відкрита 15 травня 1935, у складі першої пускової черги Московського метрополітену — «Сокольники» — «Парк культури» з відгалуженням «Охотний ряд» — «Смоленська». Названа по площі Красні Ворота.
Під час  Німецько-радянської війни на станції був обладнаний командний пункт керівництва і оперативно-диспетчерського апарату Народного комісаріату шляхів сполучення. тому поїзди на цій станції не зупинялися, перон відгородили від колій високою фанерною стіною.
Проект станції здобув Гран-прі на Міжнародній всесвітній виставці у Парижі.
На станції у 1952, почав роботу перший в московському метро турнікет, а 28 липня 1959 вперше випробуваний турнікет, заснований на принципі вільного проходу.

## Вестибюлі і пересадки

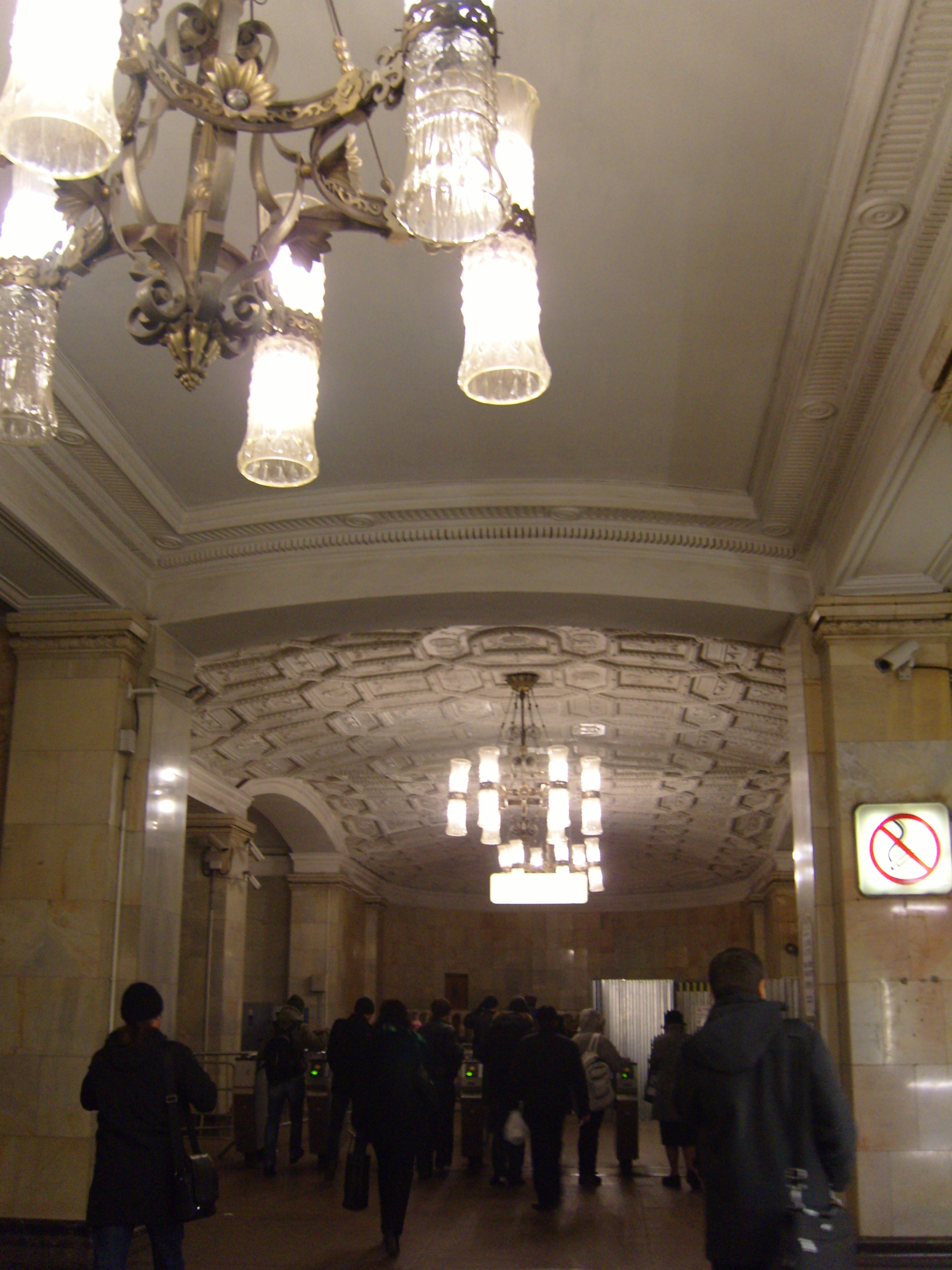
Північний вестибюль. 1 грудня 2009
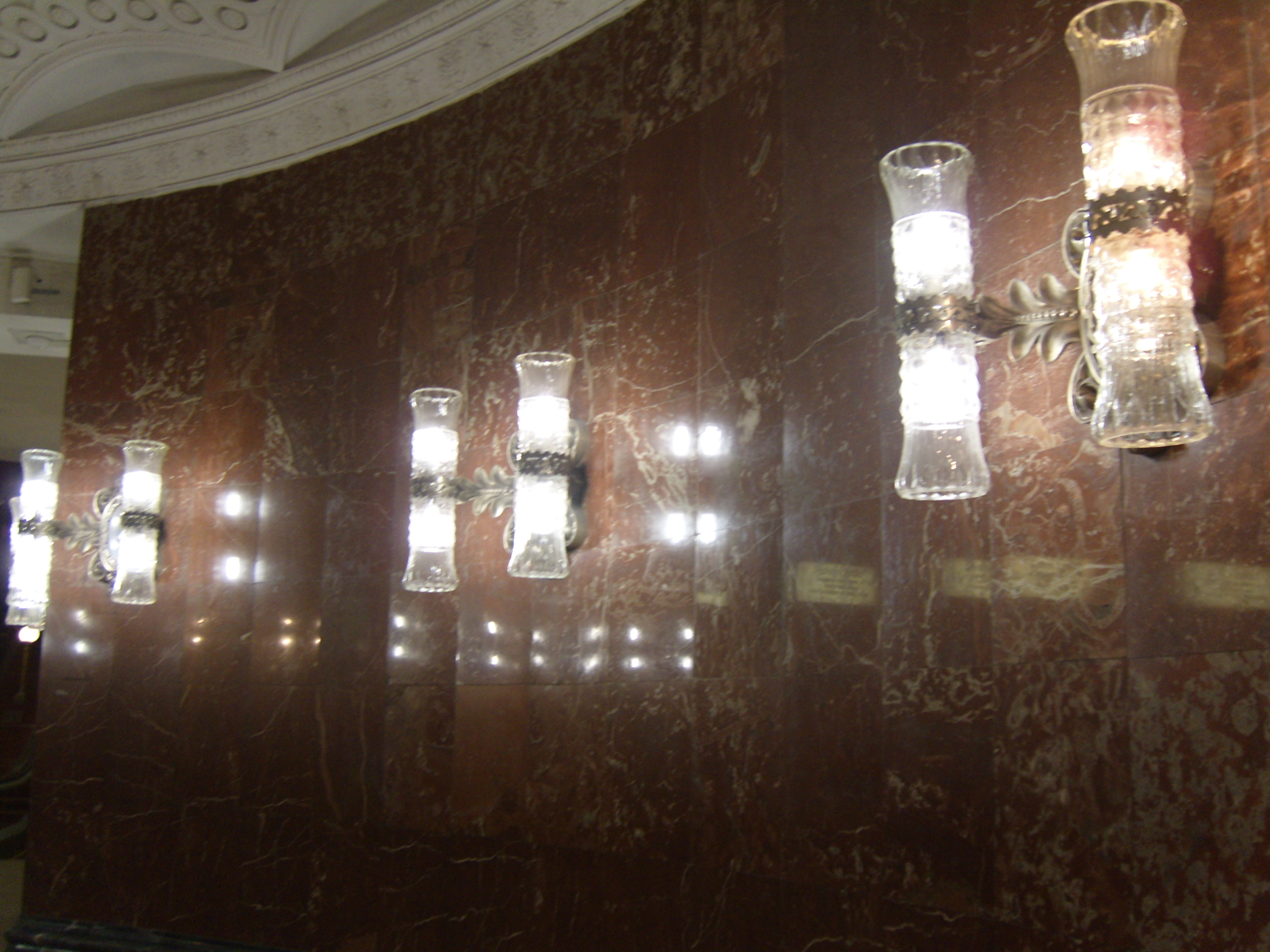
Світильники північного проміжного вестибюля. 1 грудня 2009
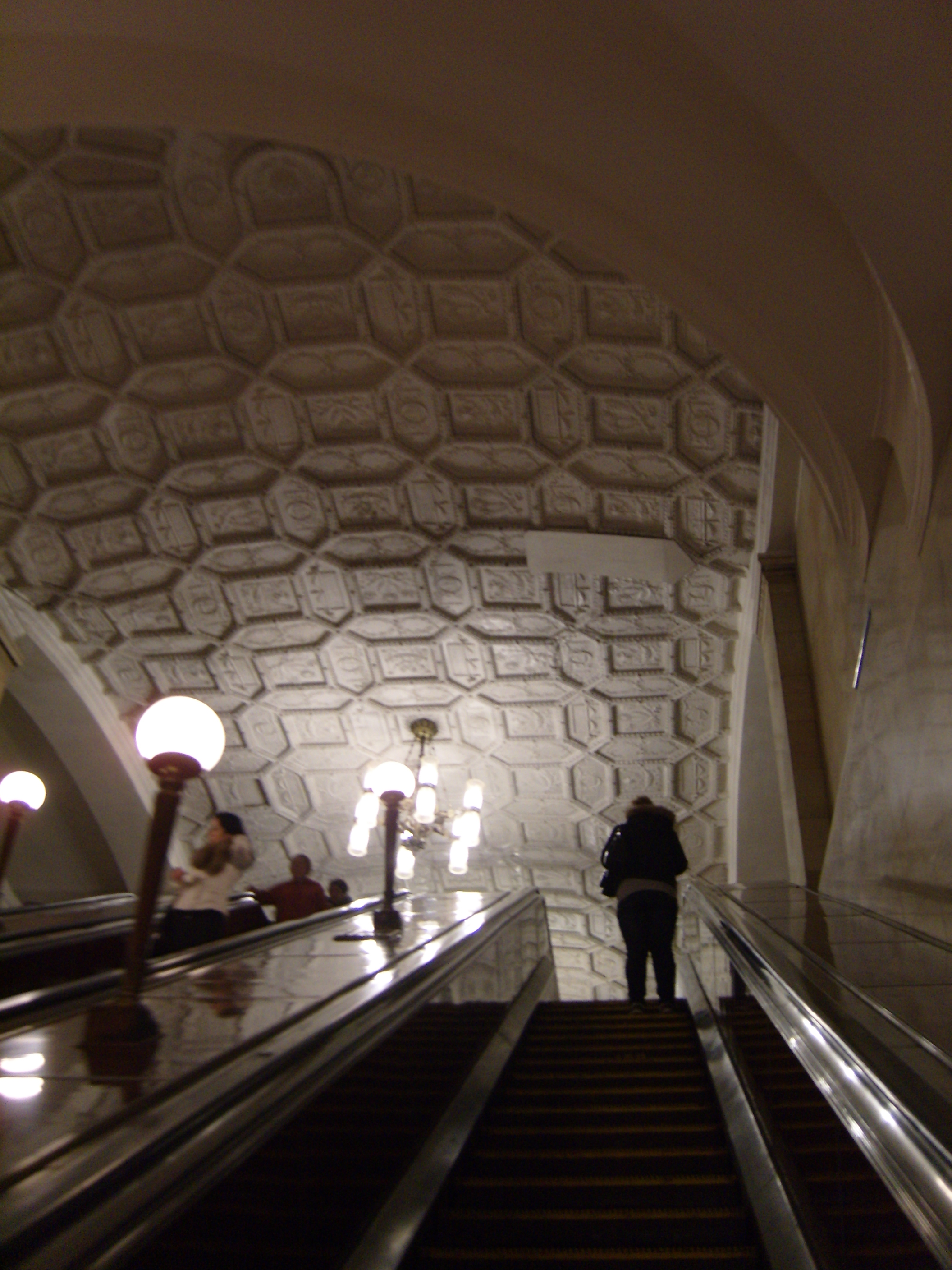
Малий ескалатор північного вестибюля. 1 грудня 2009

Станція має два наземні вестибулі, розташованих по різні боки Садового кільця, крім Садового кільця, через них можна вийти на Нову Басманну вулицю, площу Красні ворота, Каланчовську вулицю, Боярський провулок.
Перший (південний, що знаходиться всередині Садового кільця) вестибюль було споруджено у 1938 (архітектор — М. О. Ладовський); зовні має чотири вкладених один в одну арки, під якими знаходиться вхід.
Північний вестибюль (архітектор — О. М. Душкін) було відкрито 31 липня 1954 при будівництві 138 м висотного будинку на Лермонтовській площі, вестибуль знаходиться всередині будівлі.

### Пересадки
- Автобуси: с633, Б, т24, н15

## Технічні характеристики
Конструкція станції — пілонна трисклепінна (глибина закладення — 32.8 м). Споруджена за індивідуальним проектом гірничим способом з оправою з монолітного бетону.

## Колійний розвиток
Станція без колійного розвитку.

## Оздоблення
У декорі станції повторюється мотив воріт — декоративні ніші в пілонах, склепінні проходи між пілонами, проходи до ескалаторів, склепіння центрального залу.
Основні поверхні пілонів оздоблені мармуризованим вапняком червоно-бурого і м'ясисто-червоного кольору у приглушених барвах з грузинського родовища Стара Шроша. Декоративні ніші на пілонах оброблені світлим, сіруватим, грубозернистим уральським мармуром родовища Коєлга.
Колійні стіни оздоблені золотаво-жовтим, жовтувато-рожевим кримським вапняком мрамуризованого родовища Біюк-Янка.
Підлога центрального залу викладено в шаховому порядку плитами з чорного і сірого граніту (раніше покриття було викладено керамічною плиткою).